# 修華
修華是中國帝王妃嬪称号。
晋武帝开始设置修華之号，位列九嫔，视为九卿。历南朝沿袭晋朝制度，依然为九嫔。隋炀帝时，为正二品，列九嫔。唐朝后宫二品是九嫔包括昭仪、昭容、昭华、修仪、修容、修华、充仪、充容、充華。
- 晋文帝修华李琰
- 晋武帝修华逵粲
- 宋武帝修华孙氏，生庐陵王刘义真
- 宋文帝修华殷氏，生竟陵王刘诞
- 宋明帝修华杜氏，生随阳王刘翙
- 梁简文帝修华褚氏，生建平王萧大球
- 陈宣帝修华王氏，生武昌王陈叔虞